# Bertil Lindblad
Bertil Lindblad (Örebro, 25 novembre 1895 – Saltsjöbaden, 25 giugno 1965) è stato un astronomo svedese.
Divenuto professore all'Accademia Reale Svedese delle Scienze nel 1927 e responsabile dell'Osservatorio di Stoccolma, Lindblad cominciò ad elaborare una propria teoria circa la rotazione delle galassie. Riuscì ad intuire che il grado di rotazione delle stelle decresce con l'aumentare della distanza della stella stessa dal centro galattico. Tale deduzione fu poi confermata poco più tardi da Jan Oort nel 1927.
Bertil Lindblad non deve essere confuso con i quasi omonimi astronomi svedesi Per Olof Lindblad, figlio di Bertil Lindblad e Bertil A. Lindblad, noto studioso di Meteoritica.

## Riconoscimenti
- Gold Medal of the Royal Astronomical Society (1948)
- Bruce Medal (1954)
- Gli è stato dedicato l'asteroide 1448 Lindbladia e un cratere sulla faccia nascosta della Luna, il Cratere Lindblad